# Ofensiva de Chortkiv

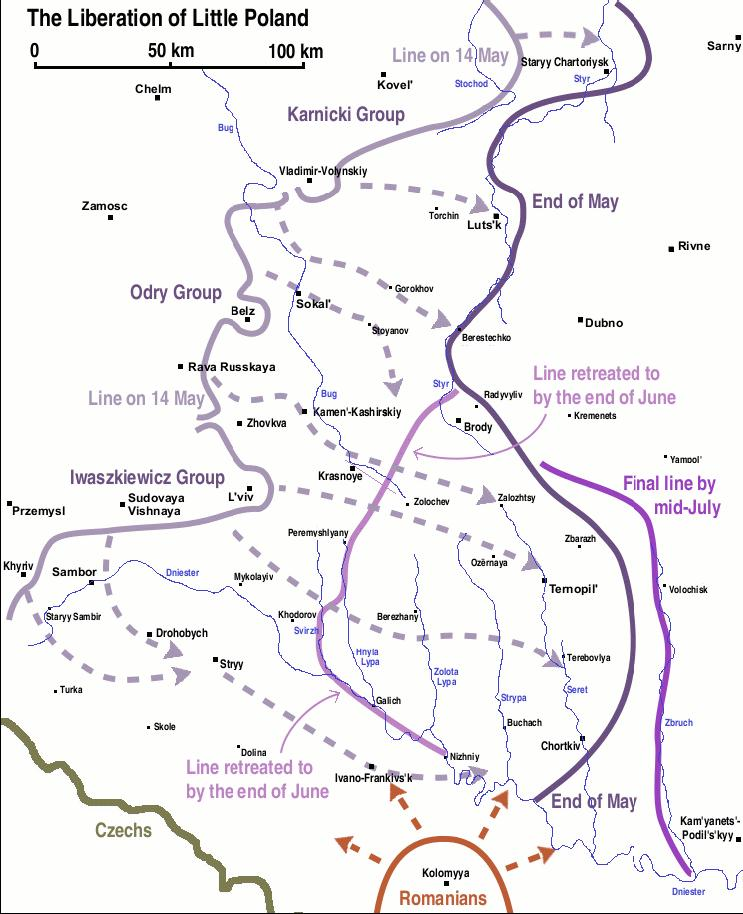
Guerra polaco-ucraniana, última ofensiva.

La Ofensiva de Chortkiv (ucraniano: Чортківська офензива, Чортківський наступ), también conocida como la Ofensiva de Junio se produjo entre el 7 y 28 de junio de 1919. Fue una operación militar sorpresiva del Ejército ucraniano de Galitzia en el marco de la guerra polaco-ucraniana por el control de Galitzia.
El territorio en disputa era reclamado por la reciente República Nacional de Ucrania Occidental y por la recién restablecida Polonia, a pesar de tener una amplia mayoría de población ucraniana la parte oriental del territorio.
Mientras que el éxito inicial del desesperado ataque de las mal armadas fuerzas ucranianas, fueron sus horas más gloriosas en la guerra, pero al final, la ofensiva fue rechazada con éxito por la superioridad numérica de las fuerzas polacas y bien equipadas por los aliados de la Primera Guerra Mundial. De hecho, el futuro de toda Galitzia se decide en la Conferencia de Paz de París, en la que el 18 de junio de 1919 le da “carta blanca” a Polonia para dirigir operaciones militares a todo lo largo del río Zbruch.

## Objetivos
Los objetivos de la ofensiva de Chortkiv eran el hacer retroceder al ejército polaco hasta el río Zolota Lypa, para dar más espacio a las fuerzas ucranianas para maniobrar en la guerra por el territorio en disputa, con la toma del triángulo de Galichina limitado por los ríos Zbruch y Dniéster, y la línea Husyatyn - Ulashkivtsi - Tovste - Ustechko.

## La ofensiva
El 8 de junio. una fuerza de 19 mil hombres y 50 cañones del ejército de la República Nacional de Ucrania Occidental toman la ciudad de Chortkiv (actualmente en el Óblast de Ternopil, Ucrania), forzando a los polacos a retirarse a la línea Holohory–Peremyshlyany–Bukachivtsi, al mando del general y comandante en jefe Oleksander Hrekov, capturando armas y provisiones, y ganando una profundidad con la rotura de las líneas polacas, de 120 kilómetros, quedando cerca de Leópolis, la ciudad más importante de la provincia, siendo este su principal éxito.
Las fuerzas ucranianas obtuvieron también victorias el 10 de junio en Yazlovets, el 11 de junio en Búchach, el 14 de junio en Pidhaytsi y Nyzhniv. El mismo día, el 14 de junio después de intensos combates, en Ternopil y el 21 de junio en Berezhany.

## Contraataque polaco
El ejército de la República Nacional de Ucrania Occidental adolecía especialmente de municiones, y el 28 de junio una numerosa y bien equipada fuerza polaca rompe las líneas ucranianas de Yanchyn y fuerza al ejército ucraniano a retirarse al río Zbruch. Son forzadas a retirarse hacia el río Dniéster, cruzando el 16 de julio a territorio controlado por la República Popular de Ucrania, otro estado ucraniano en formación, y que luchaba por su supervivencia.
El contraataque polaco se realiza con una fuerza de 38 600 bayoneta, 2 100 sables, 797 ametralladoras, 207 cañones, enfrentadas al ejército ucraniano con una fuerza de 24 000 bayonetas, 400 sables, 376 ametralladoras y 144 cañones.

## Consecuencias
A pesar de que el Ejército ucraniano de Galitzia había conseguido impresionantes victorias, la Ofensiva de Chortkiv no pudo completarse con éxito debido a la carencia tanto de hombres como de municiones, así como de apoyo externo, comparado con las fuerzas del ejército polaco; sin embargo, la ofensiva tuvo consecuencia detener las operaciones polacas y mostrar el valor del Ejército ucraniano de Galitzia como fuerza militar. Se mantuvo como fuerza militar, y luego se alió con otras fuerzas en las hostilidades ocurridas en Ucrania durante un año más.